# Anatto
Anatto, Surinaams-Nederlands Koesoewe of Koeswe, is een kleurstof afkomstig uit de zaden van de orleaanboom (Bixa orellana). De kleur kan variëren tussen geel en rood, waarbij de kleur afhankelijk is van waar men de stof in oplost, maar ook van de verhouding tussen de bestanddelen.
Anatto is een mengsel van het rode bixine - een vet-oplosbare component en het gele norbixine - een water-oplosbare component. In een zure oplossing is de kleur rozeachtig, tenzij een zuurbestendige vorm van de kleurstof wordt gebruikt.
Als additief is het in de Europese Unie toegestaan onder E-nummer E160b.
Anatto is ook het vruchtvlees om de zaden van de orleaanboom en wordt in de Zuid-Amerikaanse keuken niet alleen als kleurstof, maar ook als smaakstof gebruikt, zoals in kruidenpasta's.

## Toepassingen
Anatto wordt als kleurstof traditioneel toegepast in Nederlandse kaas van koeiemelk, met name als de kaas te bleek is omdat de koeien geen vers gras eten, de zogeheten hooikaas. Goudse kaas wordt gekleurd met anatto. De kleurstof wordt ook in Britse cheddarkaas en in Shropshire Blue toegepast, een Engelse blauwschimmelkaas, evenals in mimolette en in custardpoeder. Fabrieken van kaaskleursel en boterkleursel uit anattozaad werden voor het eerst gemeld in Denemarken, en sinds 1860 ook in Nederland (Van Hasselt). Het wordt ook gebruikt om kazen te bedrukken, ter vervanging van een plastic korst.

## Geschiedenis

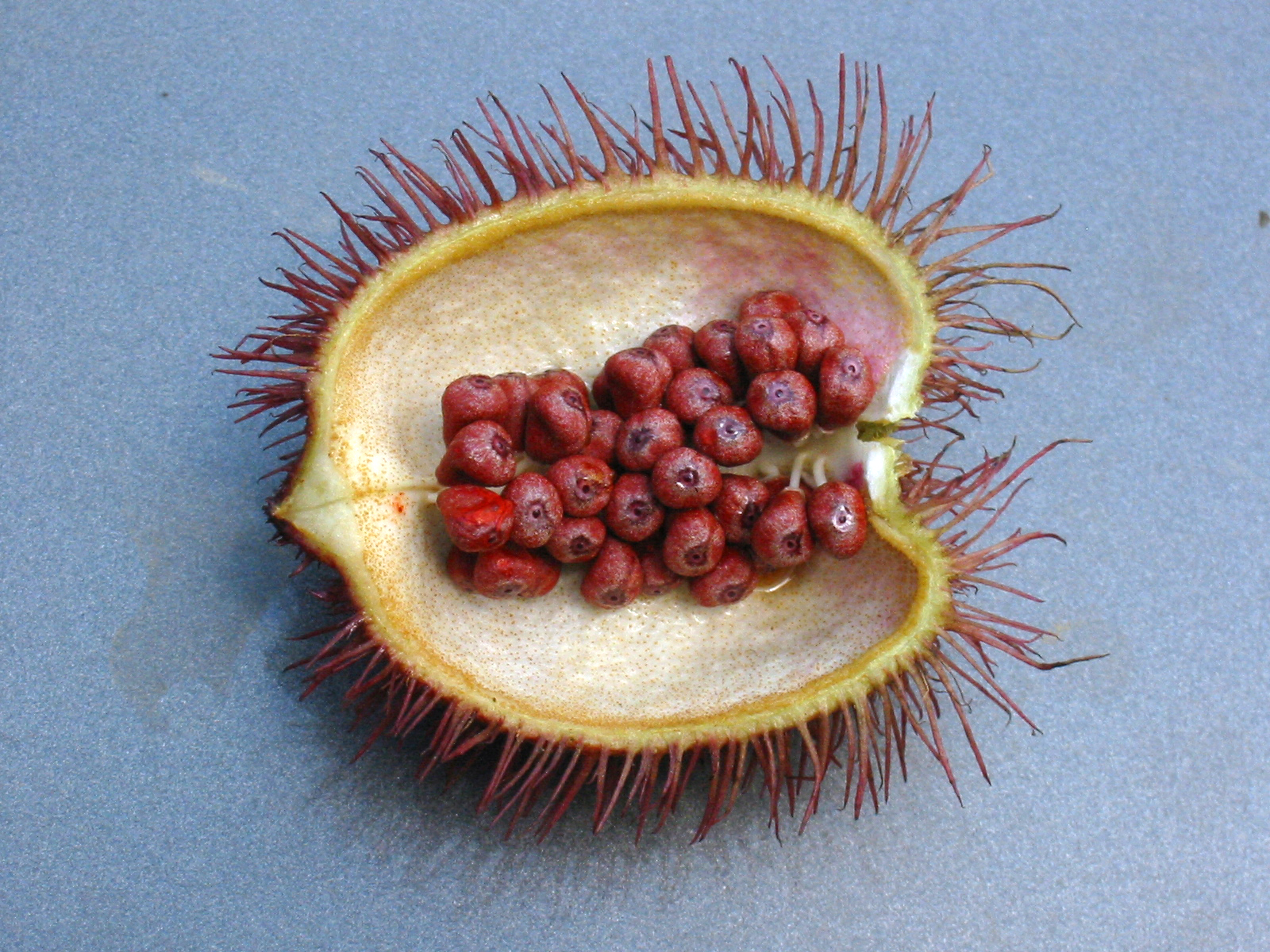
Zaden van de orleaanboom

De naam van de plant Bixa orellana is afgeleid van Francisco de Orellana die meeging in de expeditie van Gonzalo Pizarro. De plant werd door Pizarro uit Peru meegenomen. De kleurstof werd door de Spanjaarden als goedkope vervanger van saffraan verhandeld. In Nederland werd de kleurstof bekend onder de naam orleaan of orleans. Uit een verslag van Adriaen van Berkel blijkt dat anatto al in de 17e eeuw in Nederland als "verw" werd verhandeld. Wanneer men het als kleurstof voor voeding begon toe te passen is niet bekend, maar uit  het Huishoudelyk Woordboek van 1743 blijkt dat het toen al gebruikelijk was om kaas met anatto geel te kleuren.